# Петроградский укреплённый район
Петроградский укреплённый район (ПетрУР, ПУР) — войсковое соединение, существовавшее в РККА в 1919-1924 годах, созданное с целью защиты города Петрограда.

## Первое формирование
Петроградский укреплённый район был создан приказом комзапа №041 от 11 августа 1919 года на основании директивы Главнокомандующего ВС РСФСР №3610 от 2 августа 1919 г. и постановления Совета Рабоче-Крестьянской Обороны от 23 июля 1919 г. «О превращении г. Петрограда и его окрестностей в Петроградский укреплённый район». В оперативном отношении ПетрУР подчинялся Реввоенсовету 7-й армии, а в остальных отношениях Реввоенсовету Западного фронта. Штаб укрепрайона был сформирован на основании управления 19-й стрелковой дивизии.
Территория ПетрУр была определена в следующих границах: побережье Ладожского озера от устья р. Паша — Карельский перешеек — Балтфлот с крепостью Кронштадт — Ораниенбаум — Ропша — Кипень — Гатчина —  Тосно — Званка — устье р. Паша.
Руководство укрепрайоном было поручено Военному совету (Комитету обороны) в составе председателя, члена РВС 7-й армии В. С. Шатова, Б. Г. Козловского и В. И. Зофа. В Военный совет также входил комендант укрепрайона, которым был назначен первый заместитель председателя ВЧК Я. Х. Петерс. Исполняющим обязанности формирующегося начальника штаба укрепрайон был назначен А. А. Бобрищев.
17 октября 1919 года постановлением Петроградского комитета обороны была организована внутренняя оборона города, подчинённая РВС 7-й армии. Штаб внутренней обороны был сформирован на основании расформированного штаба ПетрУР.